# Johan Erik Hedberg

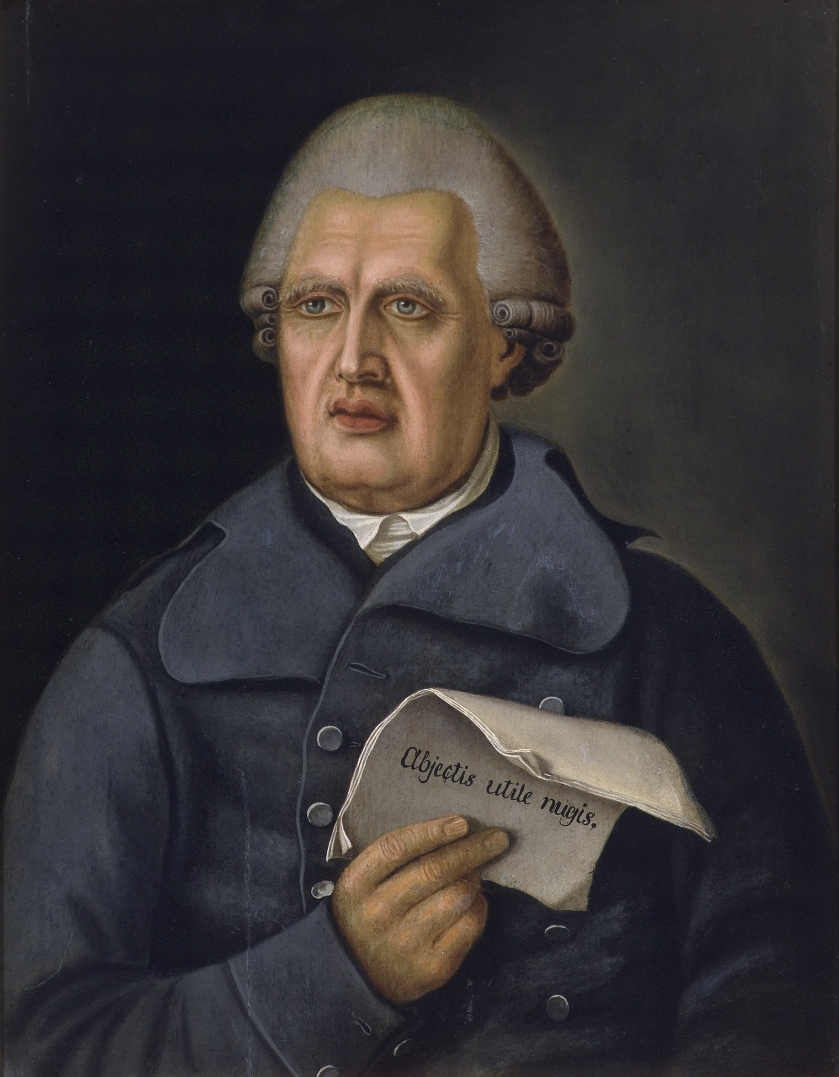
Johan Erik Hedberg, porträtt av Henrik Gabriel Porthan.

Johan Erik Hedberg, född den 9 mars 1767 i Stockholm, död den 9 augusti 1823 i Åbo, var en finländsk konstnär.
Hedberg studerade vid konstakademien i sin hemstad. Han var verksam som teckningslärare vid Åbo akademi från 1799 till sin död.